# Sapouy
Sapouy là một tổng của tỉnh Ziro ở phía nam Burkina Faso. Thủ phủ là thị xã Sapouy. Dân số năm 2006 là 54.618 người.

## Các thị xã và các làng
- Sapouy 6187 (thủ phủ)
- Balogo	1612
- Baouiga	822
- Baouiga-Yorgo	612
- Bassawarga	548
- Bouem	307
- Bougagnonon	840
- Boulou	752
- Boom	233
- Boro	1101
- Diallo	570
- Diaré	834
- Dianzoé	587
- Faro	925
- Idiou	552
- Guirsé	265
- Gallo	1159
- Kada	546
- Kation	735
- Kouli	293
- Koutera	836
- Konon	387
- Nadonon	621
- Ladiga	308
- Latian	1073
- Lou	678
- Nabilpaga-Yorga	239
- Napo-Nabilpaga	1035
- Nébrou	1051
- Nékrou	936
- Néliri	1235
- Obonon	1330
- Ouayalguin	59
- Poun	558
- Santio	1033
- Sobaka	584
- Souboré	649
- Souli	264
- Sia	465
- Tiaré	2012
- Tiakouré	268
- Tiabien-Kasso	682
- Tiana	433
- Tiaburo	571
- Tiabien	1023
- Tiagao	806
- Yilou	437
- Zavara	577[2]